# لين بوردن
لين بوردن (بالإنجليزية: Lynn Borden)‏ هي ممثلة أمريكية، ولدت في 24 مارس 1937 في ديترويت في الولايات المتحدة، وتوفيت في 3 مارس 2015 في إنسينو ‏ في الولايات المتحدة بسبب مرض.

## أعمال

### مسلسلات
- هازل

## وصلات خارجية
- لين بوردن على موقع IMDb (الإنجليزية)
- لين بوردن على موقع ديسكوغز (الإنجليزية)
- لين بوردن على موقع قاعدة بيانات الفيلم (الإنجليزية)